# BIBSYS
BIBSYS е учреждение при Министерството на образованието и науката в Норвегия със седалище в Тронхайм.
Предоставя услуги по съхранение, споделяне и извличане на данни, свързани с научни изследвания и обучение, а миналото – на метаданни, свързани с библиотечни ресурси.
Сътрудничи с Националната библиотека, с всички висши училища, както и с изследователски организации в Норвегия.